# Космос-1109
Космос-1109 — советский разведывательный спутник раннего предупреждения о пуске баллистических ракет с континентальной части США запущенный 27 июня 1979 года с космодрома «Плесецк» в рамках программы «Око». Был взорван на орбите.

## Запуск
Запуск космического аппарата состоялся в 18:11 по Гринвичу 27 июня 1979 года. Для вывода спутника на орбиту использовалась ракета-носитель «Молния-М». Старт был осуществлён с площадки космодрома «Плесецк». После успешного вывода на орбиту спутник получил обозначение «Космос-1109», международное обозначение 1979-058A и номер по каталогу спутников 11417.
«Космос-1109» эксплуатировался на высокой эллиптической околоземной орбите. По состоянию на 27 июня 1979 года он имел перигей 626 км, апогей 40130 км и наклон 62,8° с периодом обращения 720 минут.

## Инцидент
В связи с невозможностью нормальной эксплуатации космического аппарата 18 марта 1980 года на околоземной орбите спутнику «Космос‑1109» была отдана команда на самоликвидацию. В результате взрыва в космосе образовалось облако обломков. Всего было каталогизировано 9 фрагментов.

## Космический аппарат
«Космос-1109» принадлежал к серии спутников УС-К, которая была разработана НПО Лавочкина по программе «Око» для идентификации пусков ракет с континентальной части США с помощью оптических телескопов и инфракрасных датчиков.